# Grupera
Grupera (o onda grupera) è un genere di musica popolare messicana. È influenzato dagli stili di cumbia, norteño e ranchera e ha raggiunto il culmine della sua popolarità negli anni '80, soprattutto nelle zone rurali. La musica ha radici nei gruppi rock degli anni '60, ma oggi generalmente consiste in cinque o meno musicisti che usano chitarre elettriche, tastiere e batteria. Gli artisti di questo genere comprendono Yonics, Los Humildes, La Migra, Los Caminantes, Limite, Ana Bárbara, Joan Sebastian, Los Temerarios, Grupo Bryndis, Marco Antonio Solís, Myriam, e Bronco. La musica aumentò di popolarità negli anni '90 e divenne commercialmente valida, ed è ora riconosciuta in alcune cerimonie di premiazione di musica latina come Lo Nuestro e Latin Grammy Awards.

## Storia
L'originale ondata di gruppi rock messicani ha avuto inizio principalmente con cover spagnole di canzoni rock popolari in inglese. Dopo questa fase iniziale passarono a includere nel loro repertorio canzoni tradizionali ranchera, oltre a cumbia e ballate. Così gli anni '70 videro l'ascesa di un certo numero di gruppi di grupera specializzati in ballate lente e canzoni che fino a quel momento erano state cantate solo da mariachi. Tra questi possiamo includere Los Muecas, Los Freddys, Los Babys, Los Bondadosos, La Migra ed altri.